# Ochropleura candelisequa
Ochropleura candelisequa là một loài bướm đêm trong họ Noctuidae.